# Мариос Йоану Елия
Мариос Йоану Елия (19 юни 1978, Пафос) е кипърски композитор и директор на културни институции. Музиколози, музикални критици и медии го описват като „музикално явление“, „монументалния човек“, „пионер сред композитори от своето поколение“, „музикален новатор“, „магьосник на звука“ и „вундеркинд на съвременната музика“.[източник? (Поискан днес)]
Работи в Русия по време на Руско-украинската война.

## Художествена дейност
Елия е автор на световно значими творби – симфонии, ораториa, опери, рапсодии, хорови и тържествени композиции – отличават се с оригиналност, изобретателност и синтез на разнообразни музикални жанрове. Композиторската му биография включва около 100 произведения.[източник? (Поискан днес)]